# Де Ройг, Франсиско
Франсиско де Ройг Вентура (исп. Francisco de Roig Ventura, кат. Francesc Roig i Ventura, 18 августа 1900, Тарраса, Каталония — 22 июля 1953, Тарраса, Каталония) — испанский хоккеист (хоккей на траве), полевой игрок. Участник летних Олимпийских игр 1928 года.

## Биография
Франсиско де Ройг родился 18 августа 1900 года в испанском городе Тарраса.
Играл в хоккей на траве за «Депортиво» из Таррасы.
В 1928 году вошёл в состав сборной Испании по хоккею на траве на летних Олимпийских играх в Амстердаме, поделившей 7-8-е места. Играл в поле, провёл 1 матч, забил 1 мяч в ворота сборной Нидерландов.
Впоследствии был вице-президентом Федерации хоккея на траве Каталонии.
Умер 22 июля 1953 года в Таррасе.

## Семья
Сын Педро Ройг (1938—2018) также играл за сборную Испании по хоккею на траве, в 1960 году завоевал бронзовую медаль летних Олимпийских игр в Риме.